# Mark Volders
Mark Volders (Xanten, 13 april 1977) is een Belgisch voormalig doelman in het betaald voetbal die werd geboren in Duitsland. Zijn laatste club was Sint-Truidense VV.

## Carrière
Volders debuteerde op 11 augustus 2001 in eerste klasse tijdens Lommel-RWDM. Bij SK Lommel speelde hij van 2001 tot 2003. Na één seizoen bij Verbroedering Geel speelde hij bij KSK Beveren. Na een jaartje Nederland, meer bepaald bij RBC Roosendaal, trok hij in 2006 naar Moeskroen, waar hij tot 2010 titularis was. In dat jaar ging Moeskroen failliet en zat hij een half jaar zonder club. Vanaf 2010/2011 komt hij uit voor Sint-Truidense VV. In 2012 werd zijn contract bij Sint-Truiden niet verlengd, aangezien hij al twee seizoenen lang geblesseerd was. Hij speelde vijf wedstrijden voor Sint-Truidense VV.

## Statistieken
| jaar      | land               | club                | wedst | goals |
| --------- | ------------------ | ------------------- | ----- | ----- |
| 2001-2003 | Vlag van België    | SK Lommel           | 42    | 0     |
| 2003-2004 | Vlag van België    | Verbroedering Geel  | 10    | 0     |
| 2004-2005 | Vlag van België    | KSK Beveren         | 23    | 0     |
| 2005-2006 | Vlag van Nederland | RBC Roosendaal      | 30    | 0     |
| 2006-2010 | Vlag van België    | Excelsior Moeskroen | 75    | 0     |
| 2010-2012 | Vlag van België    | Sint-Truidense VV   | 5     | 0     |
|           |                    | Totaal              | 185   | 0     |